# Байрак (Стерлитамакский район)
Байрак (баш. Байраҡ) — деревня в Стерлитамакском районе Башкортостана, входит в состав Отрадовского сельсовета. Согласно переписи 2020 года население составляло 1491 человек.

## Население
| 2002 | 2009 | 2010 |
| ---- | ---- | ---- |
| 165  | ↗212 | ↘188 |

Национальный состав
Согласно переписи 2002 года, преобладающая национальность — татары (70 %).

## Географическое положение
Расстояние до:
- районного центра (Стерлитамак): 10 км,
- центра сельсовета (Новая Отрадовка): 5 км,
- ближайшей ж/д станции (Стерлитамак): 10 км.

## Происхождение названия
Слово байрак происходит от тюркского «балка»; так обычно называется сухой, неглубоко взрезанный овраг, зачастую зарастающий широколиственным лесом.
Так же слово "байрак" байраҡ переводится как "знамя".

Слово байрак распространено на юге Европейской части СССР, в лесостепной и степной зоне. От названия «байрак» происходит название байрачных лесов, где растут обычно следующие породы деревьев — дуб, клён, вяз, ясень, липа.
На территории современной России имеются минимум 7 сёл с названием Байрак, из них два — в Башкортостане.